# 코바야시 사치코
코바야시 사치코(일본어: 小林 幸子, 1953년 12월 5일 ~ )는 일본 니가타현 니가타시 출신의 엔카 가수이다. 레코드 회사 컬럼비아 뮤직 엔터테인먼트 소속이다.
1964년 니가타시에서 정육점을 운영했던 가족과 함께 상경하여 <거짓말쟁이 갈매기>로 데뷔하였다. 이후 히트곡을 내지 못하며 15년 동안 무명생활을 이어나가다, 1979년 <추억의 술>의 대히트로 큰 인기를 얻는다.
만화가인 고바야시 마코토의 친척이다. 2011년 11월 성씨가 하야시(林)인 8세 연하의 기업가와 혼인하였다.